# Hygrophoropsidaceae
Hygrophoropsidaceae (лат.) — семейство грибов.
Содержит 18 видов из двух родов: Leucogyrophana и Hygrophoropsis, самым известным из которых является ложная лисичка Hygrophoropsis aurantiaca. В отличие от большинства представителей болетовых, виды Hygrophoropsidaceae представляют собой сапрофитные дереворазрушающие грибы, вызывающие бурую гниль у своих хозяев[уточнить].
Семейство Hygrophoropsidaceae было описано французским микологом Робером Кюнером в 1980 году с использованием Hygrophoropsis в качестве типового рода. Роды Austropaxillus и Tapinella также входили в это семейство, но в настоящее время относятся к Serpulaceae и Tapinellaceae соответственно.